# 금문

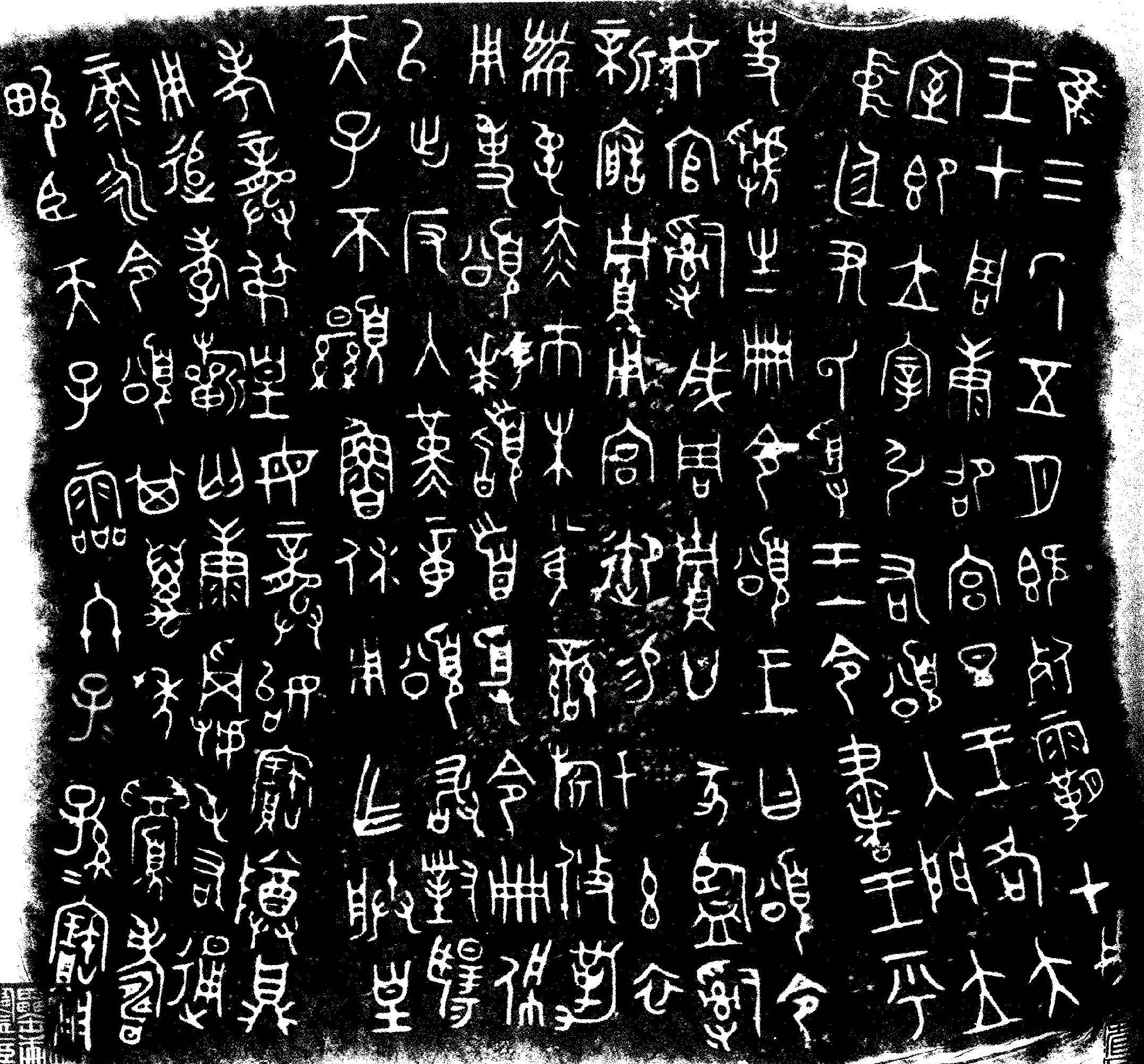

금문(金文, 영어: Chinese bronze inscriptions, bronze script, bronzeware script)은 금속(청동)에 새기거나 주물로 만든 문자이다. 쇠북(청동 종)이나 쇠솥(청동 솥)에 보이기에 종정문(鐘鼎文)이라고도 불린다. 한국에서 유명한 금문으로는 칠지도의 명문이 있다.
금문은 주나라의 상형문자로서 갑골 문자와 거의 일치하며 그 뜻을 유추하는데 있어서 도움이 된다. 명문(銘文)이라고도 불리며, 서주(西周) 및 춘추전국시대(기원전 11세기~기원전 3세기)에 쓰였다.

## 같이 보기
- 뤄빈지(駱賓基, 낙빈기)
  - 금문신고(金文新考)